# فیل هیوز
فیل هیوز (انگلیسی: Phil Hughes؛ زادهٔ ۱۹ نوامبر ۱۹۶۴) بازیکن فوتبال اهل ایرلند شمالی بود.
از باشگاه‌هایی که در آن بازی کرده‌است می‌توان به باشگاه فوتبال لیدز یونایتد، باشگاه فوتبال بری، باشگاه فوتبال گایزلی، باشگاه فوتبال روچدیل، باشگاه فوتبال ویگان اتلتیک، و باشگاه فوتبال منچستر یونایتد اشاره کرد.
وی همچنین در تیم ملی فوتبال ایرلند شمالی بازی کرده‌است.